# سپیدار ۸۶۴۷
سیارک ۸۶۴۷ (به انگلیسی: 8647 Populus، نامگذاری:1989RG) هشت هزار و ششصد و چهل و هفتمین سیارک کشف شده‌است که در ۲ سپتامبر ۱۹۸۹ کشف شد.
قدر مطلق سیارک برابر ۱۳٫۹۰ است.